# Battaglia di Massa
La battaglia di Massa fu una battaglia minore della guerra austro-napoletana che si svolse l'11 aprile 1815 nei pressi dell'omonima città in Toscana.

## La battaglia
La 3ª Divisione dell'esercito napoletano, comandata dal generale Giuseppe Lechi, stava avanzando verso nord nel tentativo di ricongiungersi sulla via Emilia con il grosso dell'esercito del re Gioacchino Murat, attestato lungo la linea del Po. Il Granducato di Toscana era difeso dal generale Laval Nugent von Westmeath, comandante dell'ala destra dell'esercito imperiale austriaco di Federico Bianchi.
I napoletani tentarono di attraversare la Versilia ma proprio a Massa furono bloccati dalle truppe austro-toscane. Il generale Lechi si distinse nello scontro; tuttavia, l'inizio della controffensiva austriaca a Occhiobello e Carpi nei giorni immediatamente precedenti, fece sfumare le speranze della 3ª Divisione di poter avanzare ulteriormente.

## Conseguenze
Fu così che da Massa gli austriaci iniziarono la controffensiva anche in Toscana, che portò alla riconquista di Firenze il 15 aprile. La 3ª Divisione di Lechi si ricongiunse al resto della ritirata napoletana in Romagna.